# Бексбах
Бексбах (нем. Bexbach) — город в Германии, в земле Саар.
Входит в состав района Саарпфальц. Население составляет 18 792 человека (на 31 декабря 2006 года). Занимает площадь 31,08 км². Официальный код — 10 0 45 111.
Город подразделяется на 6 городских районов.

## Фотографии

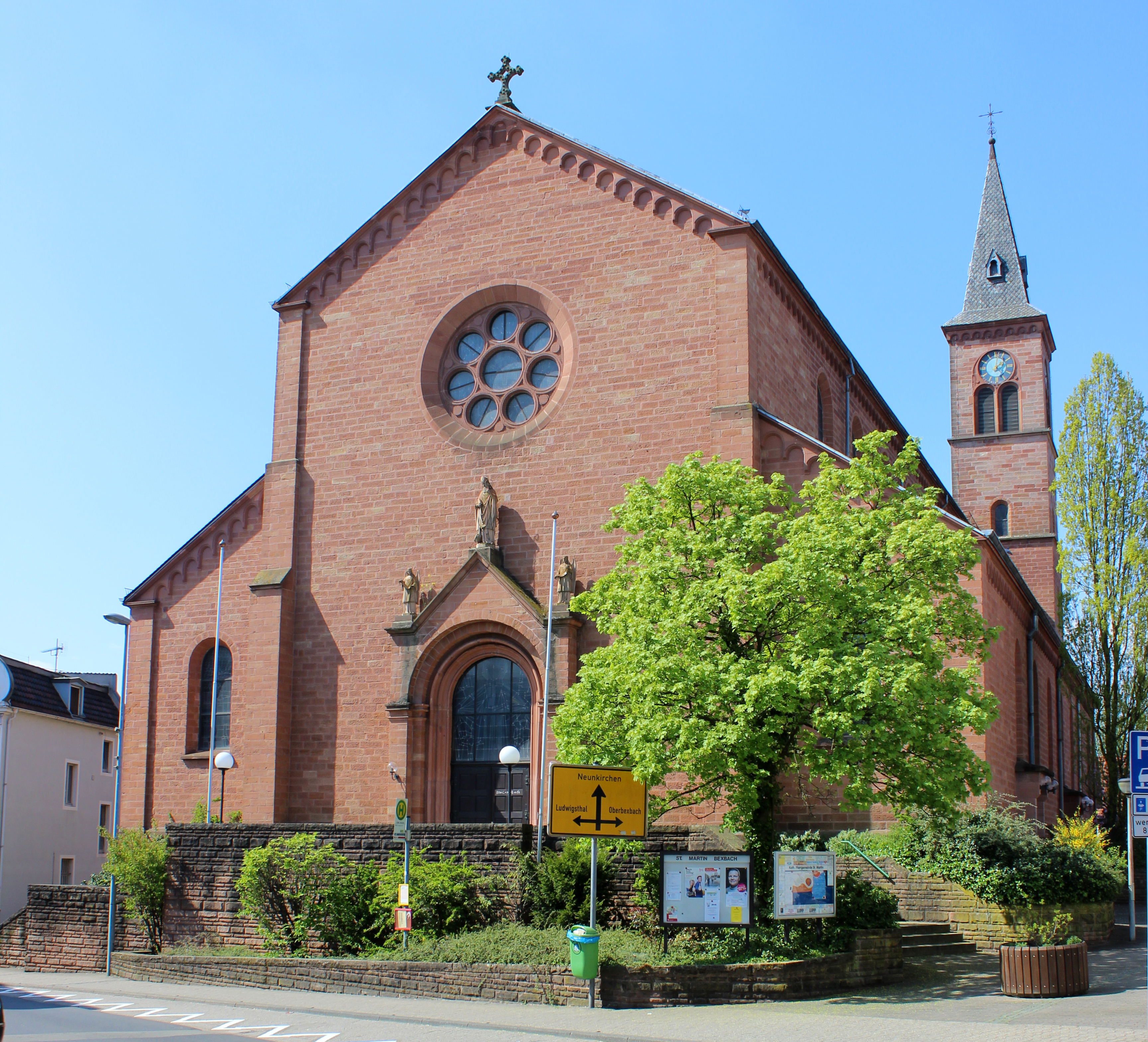
Церковь Святого Мартина
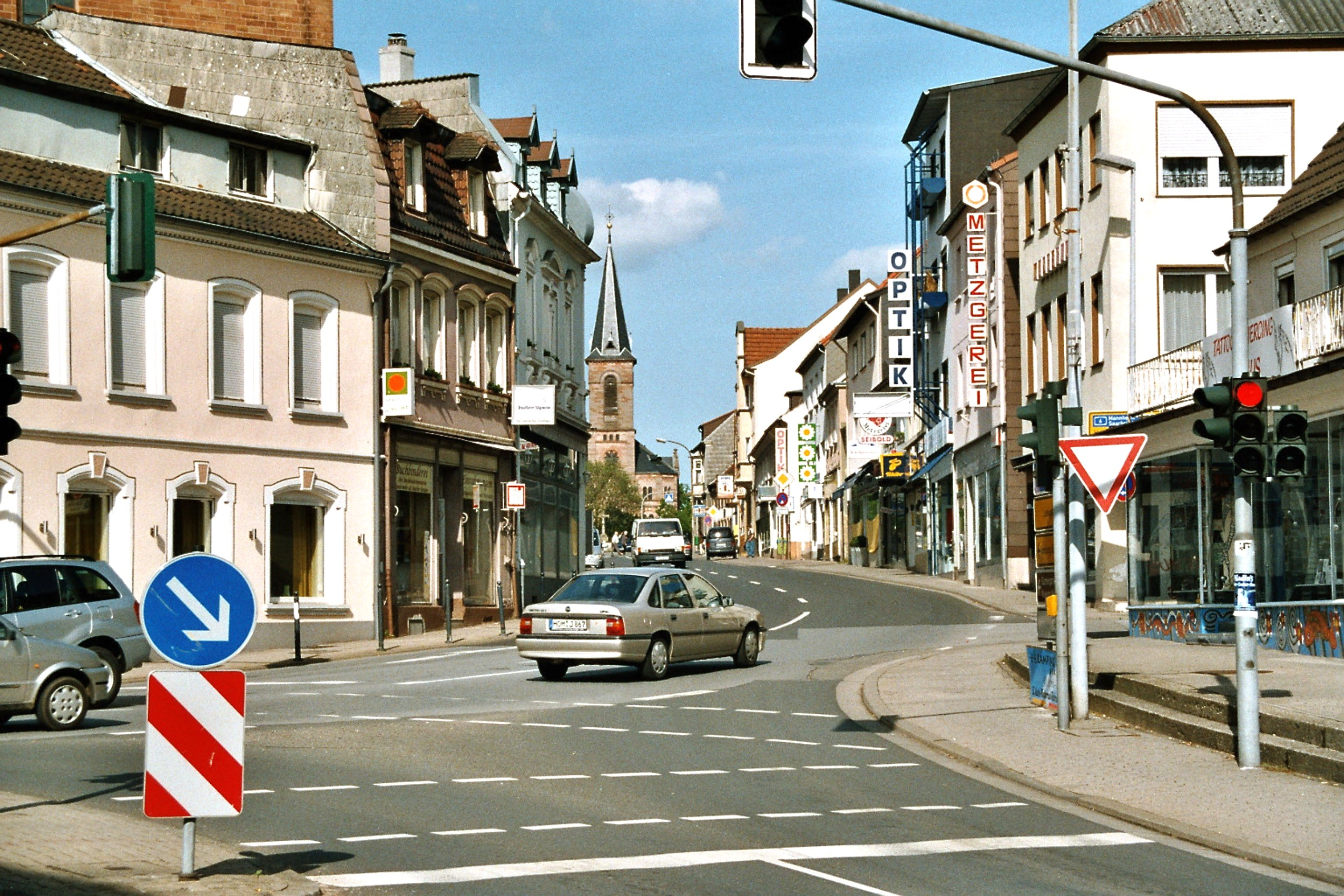
Центральная улица
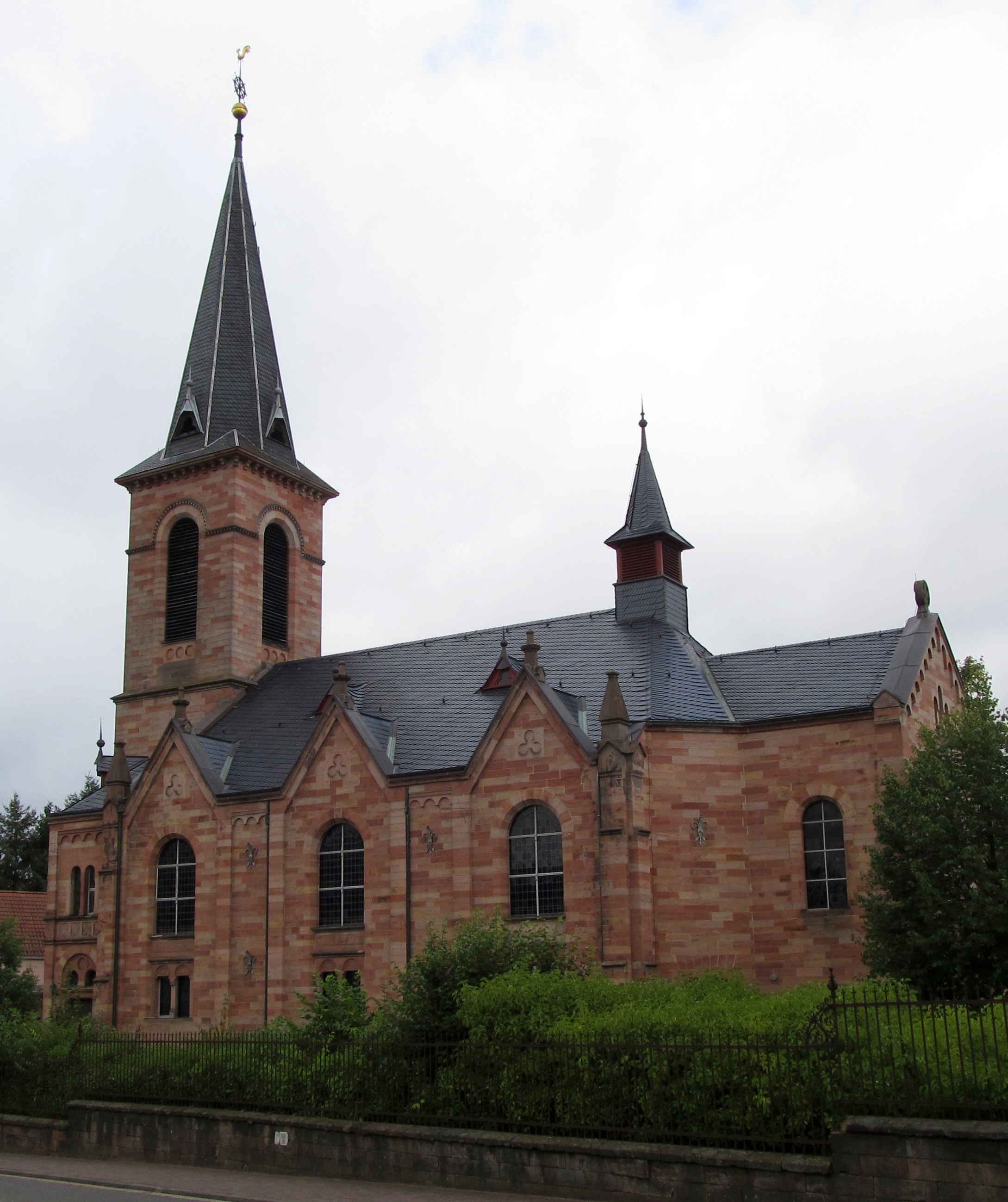
Протестантская церковь